# Agrotis lipara
Agrotis lipara là một loài bướm đêm trong họ Noctuidae.